# Präsident Freiherr von Maltzahn
Le Präsident Freiherr von Maltzahn est un ancien cotre de haute-mer, à coque et pont en bois,  appartenant au Museumshafen Oevelgönne (port-musée d'Oevelgönne) à Hambourg. Son port d'attache est Hambourg en Allemagne.

## Histoire
Il a été construit en 1928 au chantier naval Pella Sietas GmbH  de Hambourg. Il a servi de bateau de pêche, immatriculé HF 294  pour la société de pêche Fischer Holst und Fock du quartier Finkenwerder à Hambourg. Il porte le nom du président de l'association de pêche de Rügen Hans Jaspar von Maltzahn (de) mort dans un accident d'avion.
En 1933 il est vendu à la société Seefischer Johonny Lohs de Cuxhaven et continue sa carrière avec l'immatriculation NC 274e jusqu'en 1960. Puis il connait plusieurs autres propriétaires avant de devenir une épave au port de Wischhafen.
Après une première tentative de restauration il est acquis par le port-musée d'Oevelgönne en 1983. 
De 1984 à 1989 il est restauré au chantier naval Behrens-Werft GmbH. Son gréement actuel n'est pas à l'identique, il reprend les lignes du Louis und Emma. 
Le 15 avril 1989, le Präsident Freiherr von Maltzahn participe 800e anniversaire du port de Hambourg  et  navigue  en mer de l'Elbe, du Nord et de la Baltique. Il continue à être entretenu par une équipe de bénévoles composée de membres du port-musée Oevelgönne.  
Il participe à de nombreux rassemblements de vieux voiliers sur la côte atlantique comme les Hanse Sail de Rostock (2005 à 2009) et aux Fêtes maritimes de Brest (1996, 2000, 2004) et aux Tonnerres de Brest 2012.